# 피맛골연가
피맛골연가는 한국의 창작 뮤지컬이다. 서울시에서 지원, 제작한 관제 뮤지컬로, 실존했던 거리인 피맛골을 배경으로 하고 있다. 2010년 9월 세종문화회관 대극장에서 초연했다. 초연 당시 공연 두 달 전부터 다섯 곡의 수준 높은 뮤지컬 넘버를 녹음해 미리 공개하며 많은 기대를 불러 일으켰으며, 대극장 공연임에도 불구하고 비슷한 규모의 다른 뮤지컬들의 절반 정도로 책정한 티겟 가격대 또한 뮤지컬 팬들에게 호응을 얻었다. 

## 줄거리
철거와 재개발 공사를 앞둔 종로의 피맛골. 이제는 둥치만 남은 살구나무. 거기에 깃든 살구나무의 혼령인 행매가 눈을 뜬다. 내일이면 뿌리째 뽑혀 사라질 신세. 행매는 오랫동안 피맛골 어귀에 서서 보았던 것들, 지나간 사람들을 떠올리며 그중에도 참 속절없던 김생과 홍랑의 인연을 생각한다. 조선시대 한양 운종가 뒷골목 ‘피맛골’에 김생이란 자가 있었다. 서자 출신인 김생은 늦도록 장가들지 못한 채, 골목 어귀 살구나무 주막 뒷방 한 칸을 얻어 홀로 지낸다. 뛰어난 학식과 글재주를 지녔지만 타고난 신분 때문에 제 뜻을 펴지 못하고 떠돌던 김생은 피맛골에 들어와 골목 안 사람들의 대소사를 돌보아주고 그들의 호의 속에서 함께 지낸다. 어느 날, 김생은 친구를 돕기 위해 돈을 마련하려고 대리시험꾼 노릇을 하게 된다. 김생이 대신 시험을 쳐 준 안국방 홍생은 과거에 장원급제한다. 홍생은 유가행렬 도중 길을 막는 피맛골 살구나무를 베려 한다. 김생은 홍생의 오만함에 분을 참지 못하고 나서 자신이 홍생 대신 과거를 치른 사람임을 밝히며 그를 비웃는다. 격노한 홍생은 김생을 미치광이로 몰아 자신의 집으로 끌고 가 쥐도 새도 모르게 죽이려 한다. 
홍생에게는 아리따운 여동생 홍랑이 있다. 홍랑은 오빠 몰래 광에 갇혀 있던 김생을 꺼내어, 자신의 별채에 숨겨두고 그를 돌본다. 홍생은 도망친 김생을 찾아 도성 안을 뒤지지만, 제 동생 홍랑이 그를 숨겨두고 있으리라고는 꿈에도 생각지 못한다. 별채에서 함께 지내는 동안, 홍랑과 김생은 서로에게 점점 이끌리게 되고 결국 사랑에 빠진다. 그러나 홍랑은 자신의 뜻과는 상관없이 오빠 홍생의 뜻에 따라 권문세가에 시집을 가야 할 처지가 되는데...

## 등장인물
- 행매 : 피맛골 오래된 살구나무의 정령으로, 이승과 저승을 넘나드는 초월적인 존재이자 김생과 홍랑의 아름다운 사랑을 연결시켜주는 중매쟁이
- 김생 : 작문에 능통하며 지성을 갖춘 피맛골에 사는 서자 출신
- 홍랑 : 자신이 간직한 사랑을 지켜내기 위해 죽음까지 불사하는 당찬 여인
- 홍생 : 가문의 몰락을 어떠한 방법으로라도 일으켜 세우려는 야망과 야욕의 소유자.

## 넘버
-1막
- 한 천년
- 피맛골
- 꿈만 같아
- 네가 내 곁에 없다면
- 꽃의 노래
- 얼치기 노래
- 토사구팽
- 이제는 모든 것을 되돌릴 때
- 왜 모를까
- 푸른 학은 구름 속에 우는데
- 토사구팽 reprise
- 숨어라, 사랑아!
- 조롱 안의 새
- 저녁 바람이 불어올 때
- 사랑이 내게로 왔네
- 야경꾼들의 노래
- 달 밝은 밤이었어
- 그 말 한마디면 돼
- 돌아와 너의 자리로
- 당신에게로

-2막
- 인연
- 길 열어라, 길 열어
- 모던 스타일 파라다이스
- 숨어라, 사랑아! rep.
- 우리는 남쥐
- 꼬리 얼룩 몸통 알록? 꼬리 알록 몸통 얼룩!
- 신만 있으면 돼
- 길고 긴 이야기
- 오시네 님이 오시네
- 우리는 밤의 한 조각
- 아침은 오지 않으리
- 한 천년 rep.

## 출연진
- 행매: 양희경
- 김생: 박은태, 박성환
- 홍랑: 조정은, 선영
- 홍생: 임현수
- 앙상블: 오소연, 이우승, 김채원, 이동화, 오인환

## 수상경력
- 2011년 제5회 더 뮤지컬 어워즈 작곡작사상, 음향상, 조명상
- 2011년 제17회 한국뮤지컬대상 여우주연상(조정은), 남우신인상(박은태)

## 관련 사이트
피맛골연가